# Potanitsi
Potanitsi (en rus: Потаницы) és un poble del krai de Perm, a Rússia, que en el cens del 2010 tenia 58 habitants.